# José Leopoldo Feu
José Leopoldo Feu y Palau (Barcelona, 1836-Madrid, 1912) fue un escritor y jurista español.

## Biografía
Nacido el 11 de julio de 1836 en Barcelona, estudió la carrera de Derecho en la Universidad de Barcelona. Obtuvo en 1865 el título de doctor en Derecho civil y canónico. La Sociedad Económica Barcelonesa de Amigos del País le otorgó en 1858 un premio por una memoria sobre mejora de las viviendas de la clase obrera, concediéndole medalla de oro con su nombre y título de socio de mérito.
En 1861 fue mantenedor de los Juegos Florales y después nombrado socio de número de la Academia de Buenas Letras y correspondiente de la Económica Matritense. Fue juez de paz y vicepresidente del Ateneo y de la Academia de Jurisprudencia. En 1864 fue nombrado secretario general del ferrocarril de Zaragoza a Barcelona, cargo que desempeñó basta la fusión de la línea con la de Pamplona, y en 1870 trasladó su domicilio a Madrid, en donde a finales del siglo XIX residía ejerciendo la abogacía. Desde 1863 a 1869 fue redactor del Diario de Barcelona, donde escribió una serie de artículos titulados «Galería de escritores catalanes», que comprendían noticias biográficas y críticas sobre Balmes, Piferrer, Martí de Eixalá, Aribau, Santpons y Cabanyes, entre otros. Colaboró también en la Revista de Cataluña, Defensa de la Sociedad y en la Revista de España. En esta última se insertaron unos Fragmentos de economía política (1871). Falleció en Madrid el 8 de junio de 1912 y habría sido enterrado, presumiblemente, en el cementerio de San Justo.